# Grandma (Film)
Grandma ist eine US-amerikanische Tragikomödie von Paul Weitz aus dem Jahr 2015 mit Lily Tomlin und Julia Garner in den Hauptrollen. Premiere hatte er am 30. Januar 2015 beim Sundance Film Festival. In Deutschland erschien der Film am 17. März 2016 direkt auf DVD und Blu-ray.

## Handlung
Der Film wird in sechs Episoden erzählt und handelt von Elle, einer lesbischen Autorin, deren Lebenspartnerin kürzlich verstorben ist. Elle hat eine kurze Beziehung mit der wesentlich jüngeren Olivia beendet, als ihre Enkelin Sage bei ihr auftaucht und um ihre Hilfe bittet. Sage ist schwanger und braucht Geld für eine Abtreibung. Elle will ihr helfen, kann ihr aber kein Geld geben, da sie selber keines hat. Zusammen fahren sie in Elles Wagen los, um das Geld bei Freunden aufzutreiben.

## Rezeption
Der Film erhielt überwiegend positive Kritiken. Bei Metacritic erhielt der Film einen Metascore von 77/100 basierend auf 37 Rezensionen, bei Rotten Tomatoes waren 92 Prozent der 147 Rezensionen positiv.
Der Filmdienst meint „die feinfühlige, gut besetzte Tragikomödie“ finde „eine Balance zwischen amüsanten Momenten und ernsten Augenblicken“ und schaffe „es überdies, große Fragen auf begrenztem Raum zu verhandeln“.
Grandma wurde vom National Board of Review unter die zehn besten Independent-Filmen des Jahres 2015 gewählt. Außerdem wurde er für den GLAAD Media Award und den Dorian Award nominiert. Die Hauptdarstellerin Lily Tomlin erhielt unter anderem Nominierungen für den Golden Globe (Beste Hauptdarstellerin – Komödie oder Musical) und für den Critics’ Choice Movie Award.